# Karguéri (Bouné)
Karguéri (auch: Kalguéri, Kargéri) ist ein Dorf in der Landgemeinde Bouné in Niger.

## Geographie
Das Dorf befindet sich rund 31 Kilometer südöstlich des Hauptorts Bouné der gleichnamigen Landgemeinde, die zum Departement Gouré in der Region Zinder gehört. Zu weiteren Siedlungen in der Umgebung von Karguéri zählen Bassori im Norden, Guirsilik im Nordosten und Kri Bitoa Kaday im Südosten.
Karguéri liegt auf einer Höhe von 350 m. Es hat den Charakter einer Oase und ist Teil der Zone der fruchtbaren Mulden von Maïné-Soroa. Der Doumpalmen-Hain von Karguéri erstreckt sich über eine Fläche von 1011 Hektar. Er steht unter Naturschutz. Es herrscht das Klima der Sahelzone vor, mit einer durchschnittlichen jährlichen Niederschlagsmenge zwischen 300 und 400 mm.

## Geschichte
Erdnüsse waren in den 1960er Jahren das wichtigste Exportgut Nigers. Karguéri entwickelte sich in diesem Jahrzehnt zu einem bedeutenden Zentrum des Anbaus. Hier wurden 1962/1963 24,7 Tonnen Erdnüsse produziert und 1967/1968 bereits 427,4 Tonnen Erdnüsse.

## Bevölkerung
Bei der Volkszählung 2012 hatte Karguéri 3068 Einwohner, die in 533 Haushalten lebten. Bei der Volkszählung 2001 betrug die Einwohnerzahl 2000 in 363 Haushalten und bei der Volkszählung 1988 belief sich die Einwohnerzahl auf 1824 in 373 Haushalten.

## Wirtschaft und Infrastruktur
Im Dorf wird ein Wochenmarkt abgehalten. Der Markttag ist Freitag. Mit einem Centre de Santé Intégré (CSI) ist in Karguéri ein Gesundheitszentrum vorhanden. Es besteht seit dem Jahr 1970. Das nigrische Unterrichtsministerium richtete 1996 gemeinsam mit dem Welternährungsprogramm der Vereinten Nationen zahlreiche Schulkantinen in von Ernährungsunsicherheit betroffenen Zonen ein, darunter eine für Kinder transhumanter Hirten in Karguéri. Die 100 Kilometer lange Route 746 zwischen Soubdou und der Staatsgrenze zu Nigeria verläuft über Karguéri. Es handelt sich um eine einfache Piste.